# Aliaksandr Hleb
Aliaksandr Paulavich Hleb (tiếng Belarus: Аляксандр Паўлавіч Глеб, phát âm [alʲakˈsand(a)r ˈɣlʲɛp]; tiếng Nga: Александр Павлович Глеб; sinh ngày 1 tháng 5 năm 1981), thường được gọi bằng tiếng Anh là Alexander Hleb, là một cựu cầu thủ bóng đá chuyên nghiệp người Belarus.
Vị trí tự nhiên và ưa thích của Hleb là tiền vệ tấn công hoặc "lỗ hổng" phía sau tiền đạo, nhưng anh thường được bố trí ở tiền vệ cánh. Anh được biết đến với khả năng chuyền bóng, sự nhanh nhẹn và rê bóng. Thi đấu quốc tế đầy đủ cho Belarus từ năm 2001, anh đã có 80 lần khoác áo đội tuyển quốc gia.

## Thời thơ ấu
Hleb sinh trưởng ở Minsk - thủ đô của Belarus, mẹ là công nhân xây dựng còn nghề nghiệp của bố là lái tàu chở dầu. Bố của anh luôn sẵn lòng tình nguyện tham gia giúp đỡ những người mất hết nhà cửa, không nơi nương tựa do hậu quả của thảm họa Chernobyl. Chính vì thế mà Hleb cho rằng việc tiếp xúc với tia phóng xạ nguy hiểm là nguyên nhân làm suy giảm sức khỏe của cha mình. Trước khi bắt đầu sự nghiệp bóng đá, anh rất muốn trở thành một vận động viên bơi lội và huấn luyện viên thể dục, công việc có thể tận dụng sự dẻo dai và khả năng vận động của mình.

## Sự nghiệp cầu thủ
Hleb bắt đầu sự nghiệp cầu thủ tại trường đào tạo bóng đá CLB FC Dinamo Minsk. Năm 17 tuổi, anh ký hợp đồng thi đấu cho câu lạc bộ FC Bate - câu lạc bộ nằm ở phía bắc thủ đô Minsk, đang thi đấu ở giải chuyên nghiệp. Mùa bóng sau đó, anh cùng đồng đội giành chức Vô địch giải chuyên nghiệp.

### VFB Stuttgart
Được sự chú ý của các chuyên gia săn tìm cầu thủ của đội bóng Đức Stuttgart, Hleb và anh trai mình Vyacheslav Hleb đã ký hợp đồng thi đấu vào năm 2000 với mức phí chuyển nhượng khoảng 150.000 bảng Anh.Và Hleb nhanh chóng trở thành cầu thủ quan trọng nhất của câu lạc bộ.
Vào mùa giải 2002 - 2003, Stuttgart giành chức vô địch Bundesliga và họ cũng được thưởng thức hương vị chiến thắng tại Champion League khi đánh bại đội bóng nước Anh Manchester United, Hleb chơi thành công ở vai trò cầu thủ dẫn dắt lối chơi của toàn đội. Tuy nhiên sau khi huấn luyện viên Felix Magath rời khỏi câu lạc bộ để chuyển đến Bayern Munich, huấn luện viên Mathias Sammer lên thay nhưng không thể duy trì được phong độ ấn tượng mà Stuttgart đã có. Mặc dù vậy, ở mùa giải cuối cùng thi đấu ở Bundesliga, Hleb vẫn luôn có tên trong danh sách những hộ công xuất sắc nhất.

### Arsenal FC

#### Mùa giải 2005-2006
Vào ngày 28 tháng 6 năm 2005, Hleb gia nhập CLB Arsenal với mức phí chuyển nhượng lên tới 11.2 triệu Bảng Anh và hợp đồng thi đấu này có thời hạn 4 năm. Huấn luyện viên Arsene Wenger sử dụng Hleb tại nhiều vị trí trên hàng tiền vệ, nhưng Hleb thích hợp nhất với vị trí tiền vệ cánh phải.Anh có bàn thắng đầu tiên của mình cho Arsenal ngay trong trận đầu khoác áo CLB, đó là trận đấu với Barnett FC ở sân Underhill, chỉ sau 2 phút vào sân từ băng ghế dự bị trong trận đấu giao hữu trước mùa giải mới.

## Thống kê sự nghiệp

### Câu lạc bộ
| Câu lạc bộ             | Mùa giải            | Giải vô địch              | Giải vô địch | Giải vô địch | Cúp quốc gia | Cúp quốc gia | Cúp liên đoàn | Cúp liên đoàn | Châu lục | Châu lục | Khác | Khác | Tổng cộng | Tổng cộng | Ref.   |
| Câu lạc bộ             | Mùa giải            | Hạng đấu                  | Trận         | Bàn          | Trận         | Bàn          | Trận          | Bàn           | Trận     | Bàn      | Trận | Bàn  | Trận      | Bàn       | Ref.   |
| ---------------------- | ------------------- | ------------------------- | ------------ | ------------ | ------------ | ------------ | ------------- | ------------- | -------- | -------- | ---- | ---- | --------- | --------- | ------ |
| Dinamo-Juni Minsk      | 1998                | Belarusian First League   | 11           | 1            |              |              | –             | –             | –        | –        | –    | –    | 11        | 1         | [ 5 ]  |
| BATE Borisov           | 1999                | Belarusian Premier League | 13           | 1            |              |              | –             | –             | –        | –        | –    | –    | 13        | 1         | [ 5 ]  |
| BATE Borisov           | 2000                | Belarusian Premier League | 12           | 3            |              |              | –             | –             | –        | –        | –    | –    | 12        | 3         | [ 5 ]  |
| BATE Borisov           | Tổng cộng           | Tổng cộng                 | 25           | 4            |              |              | 0             | 0             | 0        | 0        | 0    | 0    | 25        | 4         | –      |
| VfB Stuttgart II       | 2000–01             | Regionalliga Süd          | 17           | 4            | 1            | 0            | –             | –             | –        | –        | –    | –    | 18        | 4         | [ 6 ]  |
| VfB Stuttgart          | 2000–01             | Bundesliga                | 6            | 0            | 1            | 0            | –             | –             | 1        | 0        | –    | –    | 8         | 0         | [ 6 ]  |
| VfB Stuttgart          | 2001–02             | Bundesliga                | 32           | 2            | 3            | 0            | –             | –             | –        | –        | –    | –    | 35        | 2         | [ 6 ]  |
| VfB Stuttgart          | 2002–03             | Bundesliga                | 34           | 4            | 2            | 1            | –             | –             | 16       | 4        | –    | –    | 52        | 9         | [ 6 ]  |
| VfB Stuttgart          | 2003–04             | Bundesliga                | 31           | 5            | 3            | 0            | 1             | 0             | 8        | 0        | –    | –    | 43        | 5         | [ 6 ]  |
| VfB Stuttgart          | 2004–05             | Bundesliga                | 34           | 2            | 3            | 2            | 2             | 0             | 8        | 0        | –    | –    | 47        | 4         | [ 6 ]  |
| VfB Stuttgart          | Tổng cộng           | Tổng cộng                 | 137          | 13           | 13           | 3            | 3             | 0             | 33       | 4        | 0    | 0    | 186       | 20        | –      |
| Arsenal                | 2005–06             | Premier League            | 25           | 3            | 1            | 0            | 3             | 0             | 10       | 0        | 1    | 0    | 40        | 3         | [ 7 ]  |
| Arsenal                | 2006–07             | Premier League            | 33           | 2            | 3            | 0            | 2             | 0             | 10       | 1        | –    | –    | 48        | 3         | [ 8 ]  |
| Arsenal                | 2007–08             | Premier League            | 31           | 2            | 2            | 0            | 1             | 0             | 8        | 2        | –    | –    | 42        | 4         | [ 9 ]  |
| Arsenal                | Tổng cộng           | Tổng cộng                 | 89           | 7            | 6            | 0            | 6             | 0             | 28       | 3        | 1    | 0    | 130       | 10        | –      |
| Barcelona              | 2008–09             | La Liga                   | 19           | 0            | 8            | 0            | –             | –             | 9        | 0        | –    | –    | 36        | 0         | [ 10 ] |
| Barcelona              | 2009–10             | La Liga                   | 0            | 0            | 0            | 0            | –             | –             | 0        | 0        | 0    | 0    | 0         | 0         | [ 10 ] |
| Barcelona              | 2010–11             | La Liga                   | 0            | 0            | 0            | 0            | –             | –             | 0        | 0        | 0    | 0    | 0         | 0         | [ 10 ] |
| Barcelona              | 2011–12             | La Liga                   | 0            | 0            | 0            | 0            | –             | –             | 0        | 0        | 0    | 0    | 0         | 0         | [ 10 ] |
| Barcelona              | Tổng cộng           | Tổng cộng                 | 19           | 0            | 8            | 0            | 0             | 0             | 9        | 0        | 0    | 0    | 36        | 0         | –      |
| VfB Stuttgart (mượn)   | 2009–10             | Bundesliga                | 27           | 0            | 1            | 0            | –             | –             | 8        | 1        | –    | –    | 36        | 1         | [ 6 ]  |
| Birmingham City (mượn) | 2010–11             | Premier League            | 19           | 1            | 3            | 0            | 2             | 1             | –        | –        | –    | –    | 24        | 2         | [ 11 ] |
| VfL Wolfsburg (mượn)   | 2011–12             | Bundesliga                | 4            | 1            | 0            | 0            | –             | –             | 0        | 0        | –    | –    | 4         | 1         | [ 6 ]  |
| Krylia Sovetov         | 2011–12             | Russian Premier League    | 8            | 0            | 0            | 0            | –             | –             | –        | –        | –    | –    | 8         | 0         | [ 12 ] |
| BATE Borisov           | 2012                | Belarusian Premier League | 6            | 0            | 0            | 0            | –             | –             | 10       | 0        | –    | –    | 16        | 0         | [ 12 ] |
| BATE Borisov           | 2013                | Belarusian Premier League | 23           | 3            | 0            | 0            | –             | –             | 4        | 0        | –    | –    | 27        | 3         | [ 12 ] |
| BATE Borisov           | Tổng cộng           | Tổng cộng                 | 29           | 3            | 0            | 0            | 0             | 0             | 14       | 0        | 0    | 0    | 43        | 3         | –      |
| Konyaspor              | 2013–14             | Süper Lig                 | 16           | 2            | 0            | 0            | –             | –             | –        | –        | –    | –    | 16        | 2         | [ 12 ] |
| Konyaspor              | 2014–15             | Süper Lig                 | 14           | 0            | 1            | 0            | –             | –             | –        | –        | –    | –    | 15        | 0         | [ 12 ] |
| Konyaspor              | Total               | Total                     | 30           | 2            | 1            | 0            | 0             | 0             | 0        | 0        | 0    | 0    | 31        | 2         | –      |
| Gençlerbirliği         | 2014–15             | Süper Lig                 | 15           | 2            | 4            | 0            | –             | –             | –        | –        | –    | –    | 19        | 2         | [ 12 ] |
| BATE Borisov           | 2015                | Belarusian Premier League | 4            | 0            | 1            | 0            | –             | –             | 7        | 0        | –    | –    | 12        | 0         | [ 12 ] |
| Gençlerbirliği         | 2015–16             | Süper Lig                 | 12           | 0            | 0            | 0            | –             | –             | –        | –        | –    | –    | 12        | 0         | [ 12 ] |
| BATE Borisov           | 2016                | Belarusian Premier League | 6            | 0            | 0            | 0            | –             | –             | 3        | 0        | –    | –    | 9         | 0         | [ 12 ] |
| Krylia Sovetov         | 2016–17             | Russian Premier League    | 7            | 0            | 0            | 0            | –             | –             | –        | –        | –    | –    | 7         | 0         | [ 12 ] |
| BATE Borisov           | 2018                | Belarusian Premier League | 15           | 0            | 3            | 0            | –             | –             | 9        | 1        | –    | –    | 27        | 1         | [ 12 ] |
| BATE Borisov           | 2019                | Belarusian Premier League | 1            | 0            | 1            | 0            | –             | –             | 2        | 0        | 1    | 0    | 5         | 0         | [ 12 ] |
| BATE Borisov           | Tổng cộng           | Tổng cộng                 | 16           | 0            | 4            | 0            | 0             | 0             | 11       | 1        | 1    | 0    | 32        | 1         | –      |
| Tổng cộng sự nghiệp    | Tổng cộng sự nghiệp | Tổng cộng sự nghiệp       | 475          | 38           | 42           | 3            | 11            | 1             | 113      | 9        | 2    | 0    | 641       | 51        | –      |

1. ↑  Ra sân tại FA Community Shield

### Đội tuyển quốc gia
Tính đến 18 tháng 11 năm 2018
| Belarus   | Belarus | Belarus |
| Năm       | Trận    | Bàn     |
| --------- | ------- | ------- |
| 2001      | 1       | 0       |
| 2002      | 7       | 2       |
| 2003      | 3       | 0       |
| 2004      | 2       | 0       |
| 2005      | 8       | 1       |
| 2006      | 7       | 1       |
| 2007      | 10      | 0       |
| 2008      | 7       | 0       |
| 2009      | 5       | 1       |
| 2010      | 4       | 1       |
| 2011      | 1       | 0       |
| 2012      | 2       | 0       |
| 2013      | 7       | 0       |
| 2014      | 2       | 0       |
| 2015      | 5       | 0       |
| 2016      | 6       | 0       |
| 2018      | 2       | 0       |
| 2019      | 1       | 0       |
| Tổng cộng | 80      | 6       |

### Bàn thắng quốc tế
| # | Ngày                | Địa điểm                                               | Đối thủ    | Bàn thắng | Kết quả | Giải đấu                 |
| - | ------------------- | ------------------------------------------------------ | ---------- | --------- | ------- | ------------------------ |
| 1 | 17 tháng 4 năm 2002 | Sân vận động Oláh Gábor Út, Debrecen, Hungary          | Hungary    | 1 – 1     | 5–2     | Giao hữu                 |
| 2 | 19 tháng 5 năm 2002 | Sân vận động Dynamo, Moscow, Nga                       | Nga        | 2 – 0     | 2–0     | Giao hữu                 |
| 3 | 9 tháng 2 năm 2005  | Sân vận động Dyskobolia, Grodzisk Wielkopolski, Ba Lan | Ba Lan     | 1 – 0     | 3–1     | Giao hữu                 |
| 4 | 16 tháng 8 năm 2006 | Sân vận động Dinamo, Minsk, Belarus                    | Andorra    | 1 – 0     | 3–0     | Giao hữu                 |
| 5 | 1 tháng 4 năm 2009  | Sân vận động Trung tâm Almaty, Almaty, Kazakhstan      | Kazakhstan | 1 – 1     | 5–1     | Vòng loại World Cup 2010 |
| 6 | 3 tháng 3 năm 2010  | Sân vận động Antalya Atatürk, Antalya, Thổ Nhĩ Kỳ      | Armenia    | 2 – 1     | 3–1     | Giao hữu                 |